# Shine a Light (album The Rolling Stones)
Shine a Light è il decimo album dal vivo dei Rolling Stones, registrato durante il A Bigger Bang world Tour 2006/07 e pubblicato nel 2008. Il disco è la colonna sonora dell'omonimo film diretto da Martin Scorsese. L'album debuttò alla posizione numero 2 nelle classifiche dell'Europa, e vendette 23 013 copie nella prima settimana. L'album si avvale della partecipazione di artisti quali Jack White dei The White Stripes (suona in Loving Cup), Christina Aguilera (appare in Live with Me) ed il bluesman Buddy Guy suona (Champagne and Reefer) di Muddy Waters.

## Tracce
Le canzoni sono di Mick Jagger e Keith Richards, eccetto dove indicato.

### Edizione Doppio-disco
Disco 1
1. Jumpin' Jack Flash – 4:23
2. Shattered – 4:06
3. She Was Hot – 4:44
4. All Down the Line – 4:35
5. Loving Cup – 4:02
6. As Tears Go By (Jagger/Richards/Oldham) – 3:32
7. Some Girls – 4:19
8. Just My Imagination (Norman Whitfield/Barrett Strong) – 6:39
9. Far Away Eyes – 4:37
10. Champagne & Reefer (Muddy Waters) – 5:58
11. Tumbling Dice – 4:24
12. Band introductions – 1:39
13. You Got the Silver – 3:22
14. Connection – 3:31

Disco 2
1. Martin Scorsese intro – 0:12
2. Sympathy for the Devil – 5:56
3. Live with Me – 3:54
4. Start Me Up – 4:05
5. Brown Sugar – 5:25
6. (I Can't Get No) Satisfaction – 5:37
7. Paint It Black – 4:28
8. Little T&A – 4:09
9. I'm Free – 3:31
10. Shine a Light – 4:05

Japanese e iTunes Store edizione con traccia bonus
- Undercover of the Night - 4:24

### Edizione Singolo-disco
1. Jumpin' Jack Flash – 4:23
2. Shattered – 4:06
3. She Was Hot – 4:44
4. All Down the Line – 4:35
5. Loving Cup – 4:02
6. As Tears Go By – 3:32
7. Some Girls – 4:19
8. Just My Imagination (Whitfield/Strong) – 6:39
9. Far Away Eyes – 4:37
10. Champagne & Reefer (Waters) – 5:58
11. Band introductions – 1:39
12. You Got the Silver – 3:21
13. Connection – 3:31
14. Sympathy for the Devil – 5:56
15. Live With Me – 3:54
16. Start Me Up – 4:05
17. Brown Sugar – 5:25

## Formazione
- Mick Jagger - voce e armonica a bocca
- Keith Richards - chitarra e voce
- Ronnie Wood - chitarra
- Darryl Jones – basso
- Charlie Watts - batteria

Altri musicisti
- Christina Aguilera – duetto in "Live with Me"
- Buddy Guy – chitarra in "Champagne and Reefer"
- Jack White – chitarra e voci in "Loving Cup"